# Atenia quadrasi
Atenia quadrasi is een slakkensoort uit de familie van de Helicodontidae. De wetenschappelijke naam van de soort is voor het eerst geldig gepubliceerd in 1885 door Hidalgo.